# Dispositivo semicondutor
Dispositivo semicondutor é um componente eletrônico que explora as propriedades eletrônicas de materiais semicondutores, principalmente silício, germânio, e arseneto de gálio, assim como semicondutores orgânicos. Dispositivos semicondutores têm substituído dispositivos termiônicos (tubos de vácuo) na maioria das aplicações. Eles usam condução no estado sólido em oposição ao estado gasoso ou emissão termiônica no alto vácuo.
Dispositivos semicondutores são manufaturados tanto em dispositivos únicos discretos como em circuitos integrados (CIs), os quais consistem de um número variando de uns poucos (tão baixo quanto dois) a bilhões de dispositivos fabricados e interconectados sobre um substrato semicondutor único.
A principal razão porque materiais semicondutores são tão úteis é que o comportamento de um semicondutor pode ser facilmente manipulado pela adição de impurezas, o que é conhecido como "dopagem (a adição de um "dopante"). A condutividade de semicondutores pode ser controlada pela introdução de um campo elétrico, pela exposição à luz, e também pressão e calor; então, semicondutores podem produzir excelentes sensores. A condução de corrente em um semicondutor ocorre via elétrons móveis ou "livres" e buracos electrónicos, coletivamente conhecidos como portadores de carga.